# Checoslovaquia en los Juegos Paralímpicos de Seúl 1988
Checoslovaquia estuvo representada en los Juegos Paralímpicos de Seúl 1988 por un deportista masculino.

## Medallistas
El equipo paralímpico checoslovaco obtuvo las siguientes medallas:
| Nombre        | Deporte          | Evento                   |
| ------------- | ---------------- | ------------------------ |
| Oro           |                  |                          |
| —             |                  |                          |
| Plata         |                  |                          |
| Josef Lachman | Ciclismo en ruta | Ruta 60 km LC3 masculino |
| Bronce        |                  |                          |
| —             |                  |                          |